# Rade Lacković
Rade Lacković (geboren 3. Januar 1965 in Klenje) ist ein jugoslawischer Turbofolksänger, der im ganzen Balkan bekannt ist.
Er gibt regelmäßig Konzerte bei bosnischen, serbischen, kroatischen und anderen jugoslawischen Migranten im Ausland. Seine bekanntesten Werke sind „Ko je pijan“ und „Carobna zeno“, die zu seinen zahlreichen Erfolgen gehören.

## Diskografie
- 1993: Mene lažu
- 1995: Ni na nebu ni na zemlji
- 1997: Venčanica
- 1998: Ko je pijan
- 2004: Da ima ljubavi
- 2008: Nedostupna
- 2013: Zagrli me jako
- 2015: Ljubav života

| Personendaten    | Personendaten                  |
| ---------------- | ------------------------------ |
| NAME             | Lacković, Rade                 |
| KURZBESCHREIBUNG | jugoslawischer Turbofolksänger |
| GEBURTSDATUM     | 3. Januar 1965                 |
| GEBURTSORT       | Klenje                         |